# Forécariah
Forécariah – miasto w Gwinei; 12 200 mieszkańców (2006). Przemysł spożywczy, włókienniczy.